# Сириачкони
Сириачкони (груз. სირიაჩქონი) — село в Грузии, на территории Сенакского муниципалитета края (мхаре) Самегрело-Верхняя Сванетия.

## География
Село находится в западной части Грузии, на левом берегу реки Риони, на расстоянии приблизительно 9 километров (по прямой) к юго-юго-западу от города Сенаки, административного центра муниципалитета. Абсолютная высота — 8 метров над уровнем моря.

## Население
По результатам официальной переписи населения 2014 года в Сириачкони проживало 13 человек (8 мужчин и 5 женщин). В национальной структуре населения грузины составляли 100 %.
| Год  | Население, человек |
| ---- | ------------------ |
| 2002 | 67                 |
| 2014 | ↘ 13               |